# Aurelius Battaglia
Aurelius Battaglia, detto Aurie (Washington, 16 gennaio 1910 – Provincetown, 22 maggio 1984), è stato un illustratore, animatore e sceneggiatore di film di animazione statunitense.

## Biografia
Figlio di emigranti siciliani provenienti da Cefalù, dopo essersi diplomato alla Corcoran Art School di Washington DC, vi lavorò poi come insegnante. Nel 1934 gli furono commissionati dal "Public Work of Art Project of Civil Works Administration" i murales della Mount Pleasant Library.
Nel 1937 iniziò la sua collaborazione con Walt Disney per cui lavorò fino al 1941. Nel 1940 disegnò Mickey Mouse. Fu inoltre disegnatore e sceneggiatore nel film Pinocchio (1940) e disegnatore in Dumbo (1941) e Fantasia.
Durante la seconda guerra mondiale realizzò film educativi per i marines e dopo la guerra lavorò come caricaturista teatrale per il New York Tribune. Nel 1955 realizzò il film The Invisible Moustache of Raoul Dufy, diretto da Sidney Peterson.
Oltre che disegnatore di cartoon, Aurelius Battaglia è stato illustratore di libri per bambini di successo, editi da case editrici importanti come la Random House e la Merrigold Press di New York.
Dopo il 1960 si trasferì a Provincetown, nel Massachusetts, una cittadina di pescatori che riuniva in quel periodo artisti provenienti da tutti gli Stati Uniti d'America.